# 岩下丈一郎
岩下 丈一郎（いわした じょういちろう、1996年11月17日 - ）は、ラグビーユニオンの選手。

## 略歴
2015年、九州学院高校卒業後、関東学院大学に入る。
2019年、関東学院大学卒業後、コカ・コーラレッドスパークスに加入。同年11月14日に行われたジャパンラグビートップチャレンジリーグ第1節の釜石シーウェイブス戦にて先発出場で公式戦初出場を果たす。
2021年、宗像サニックスブルースに加入。
2022年、ジャパンラグビーリーグワンの三菱重工相模原ダイナボアーズに加入。
2025年5月、三菱重工相模原ダイナボアーズを退団。